# Azya
Azya es un género de insectos de la familia Coccinellidae. Hay aproximadamente 12 especies descritas en Azya.

 Poseen pilosidades que cubren toda el área dorsal. Los diseños de los élitros se forman por cambios de coloración en las mismas.

## Especies
Estas 12 especies pertenecen al género Azya:
- Azya bioculata Gordon
- Azya elegans Gordon
- Azya exuta Gordon
- Azya ilicis Almeida & Carvalho, 1996
- Azya luteipes Mulsant, 1850
- Azya mexicana Gordon
- Azya mulsanti Gordon
- Azya murilloi Gordon
- Azya orbigera Mulsant, 1850 (considerada sinónima de Azya luteipes)
- Azya satipoi Gordon
- Azya scutata Mulsant, 1850
- Azya weyrauchi Gordon